# St. Johannes (Zasenbeck)

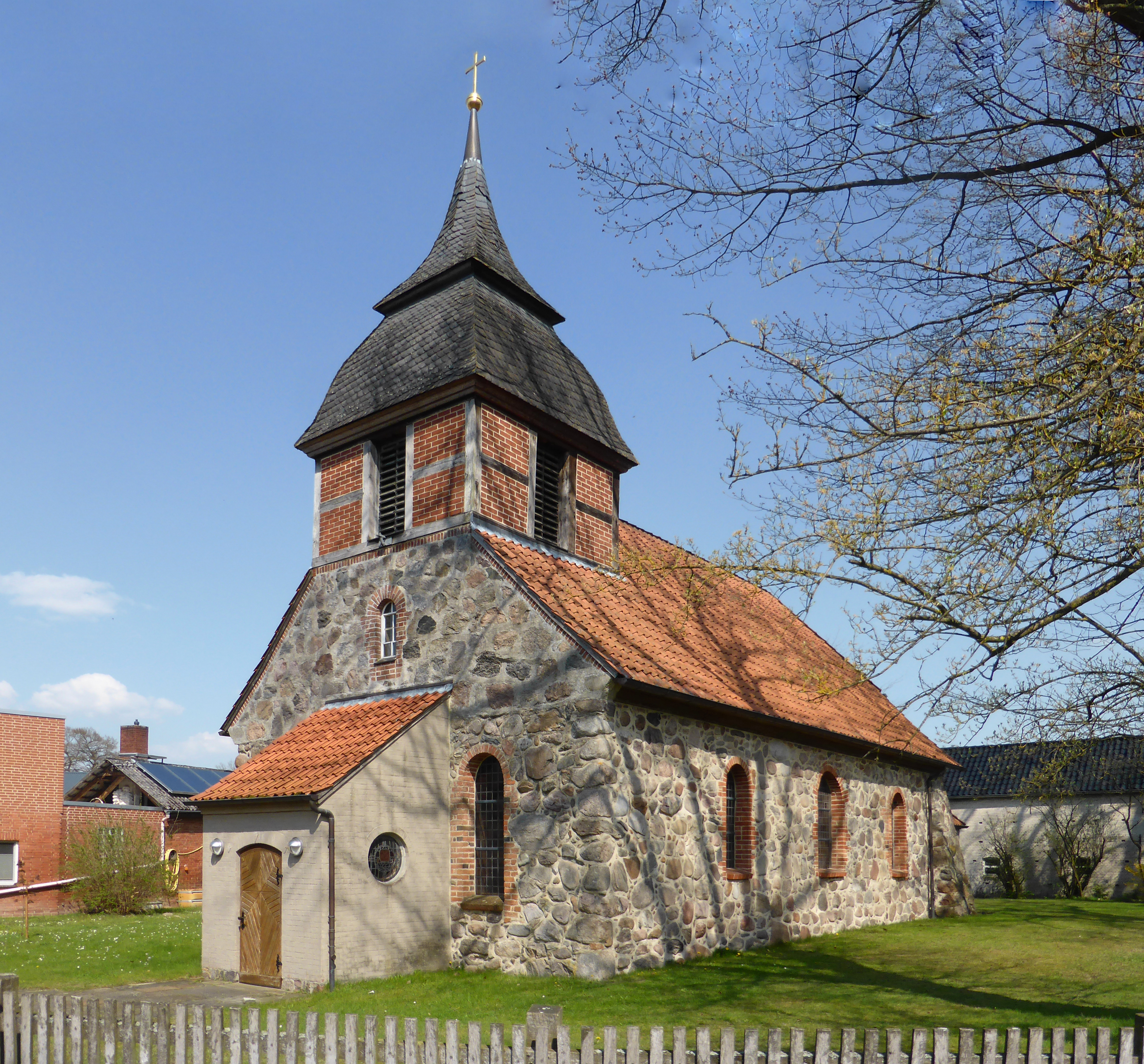
Kirche von Südwesten

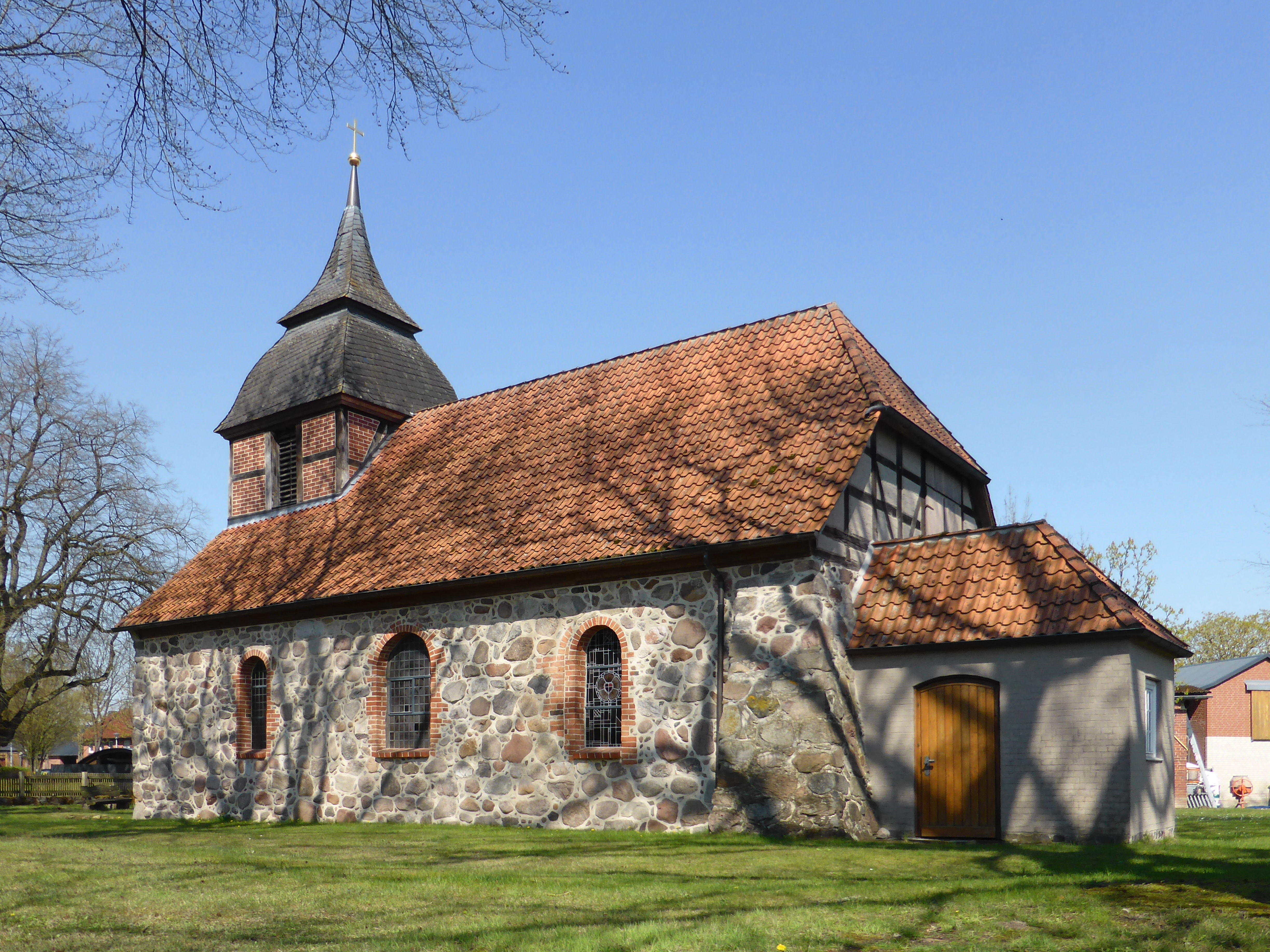
Kirche von Südosten

Die evangelisch-lutherische Kirche St. Johannes steht in Zasenbeck, einem Ortsteil der Stadt Wittingen im Landkreis Gifhorn in Niedersachsen. Die Kirche steht unter Denkmalschutz. Die Johanneskirche in Zasenbeck und die Jakobuskirche in Radenbeck bilden die Kirchengemeinde Zasenbeck-Radenbeck im Kirchenkreis Wolfsburg-Wittingen im Sprengel Lüneburg der Evangelisch-lutherischen Landeskirche Hannovers.

## Beschreibung
Die geostete Feldsteinkirche lässt sich urkundlich anhand von Kirchenbüchern bis 1305 zurückverfolgen. Sie stammt aber aus dem 12. bis 13. Jahrhundert. An den Ecken im Nordosten und Südosten der rechteckigen Saalkirche befinden sich Strebepfeiler. Im Osten ist ein kleiner Anbau für die Sakristei. Das Satteldach des Kirchenschiffs, das im Osten einen Krüppelwalm hat, erhielt 1821 im Westen einen Dachreiter aus Holzfachwerk, der mit Backsteinen ausgefacht ist. An der Westseite befindet sich ein Anbau für das Foyer. Die Gewände der Bogenfenster sind aus Backstein gemauert. 
Im Innenraum, der mit einer Holzbalkendecke überspannt ist, wurden im Westen und Norden 1830 niedrige Emporen eingebaut. Die Orgel mit fünf Registern, einem Manual und einem angehängten Pedal, wurde 1983 von Rudolf Janke gebaut.